# تازه‌آباد (بهشهر)
تازه آباد، روستایی است از توابع بخش مرکزی شهرستان بهشهر در استان مازندران ایران.

## جمعیت
این روستا در دهستان پنج هزاره قرار دارد و براساس سرشماری مرکز آمار ایران در سال ۱۳۸۵، جمعیت آن ۳۷۶ نفر (۸۷خانوار) بوده‌است. مردم این روستا از قومیت طبری هستند. مردم این روستا به زبان طبری (مازندرانی) سخن می‌گویند.
این روستا از شمال به روستای پاسند، از شرق به خلیل شهر، از غرب به روستای سارو و از جنوب به جنگل وصل می‌باشد.